# Geprüfter Natur- und Landschaftspfleger
Die Fortbildungsprüfung zum Geprüften Natur- und Landschaftspfleger ist eine Zusatzqualifikation für gut ausgebildete Fachkräfte auf Meisterniveau. Die erfolgreiche Prüfung führt in Deutschland zur einzigen nicht-akademischen Berufsbezeichnung mit staatlicher Anerkennung im Bereich des Naturschutzes und der Landschaftspflege. Die staatliche Anerkennung des Berufes erfolgte am 14. März 1998 mit Inkrafttreten der Fortbildungsverordnung (Bundesgesetzblatt Nr. 14 vom 13. März 1998) zum/zur „Geprüften Natur- und Landschaftspfleger/in“. Meistens werden die Natur- und Landschaftspfleger als „Ranger“ bezeichnet, da sich viele Absolventen für eine Karriere in einem der 16 Nationalparke oder einem anderen Großschutzgebiet entschieden haben.

## Tätigkeit und Aufgaben
Natur- und Landschaftspfleger/innen untersuchen z. B. Standortbedingungen und Lebensräume von Pflanzen und Tieren, bestimmen Waldschäden, beurteilen Gewässerverschmutzungen und entwickeln Schutzmaßnahmen oder Sanierungskonzepte. Unter anderem organisieren und überwachen sie die Pflege von Feuchtbiotopen, Trockenrasen, Hecken und Feldgehölzen oder von Gewässern. Dabei bestimmen sie Wildgehölze und bewirtschaften Wälder, fällen oder beschneiden Bäume, mähen Flächen, legen Naturhecken an, rekultivieren Kiesgruben und Ödland oder sanieren und gestalten Landschaftsabschnitte unter ökologischen Aspekten. Sie planen den Material- und Mitarbeitereinsatz, leiten Mitarbeiter/innen an und erstellen Aufwands- und Kostenrechnungen. Zudem planen sie Informationsveranstaltungen zu Naturschutz und Landschaftspflege und führen diese durch.

## Einsatzgebiete und Arbeitsbereiche
- Bundes-, Landes-, Kreis- oder Gemeindeverwaltungen
- Verbände im Bereich Naturschutz und Landschaftspflege
- Unternehmen des Garten- und Landschaftsbaus und der Land- und Forstwirtschaft
- Nationalparks, Biosphärenreservaten, Naturschutzgebietsverwaltungen und Naturparks
- in botanischen oder zoologischen Gärten

## Inhalte und Dauer der Fortbildung
Die entsprechenden Ausbildungsinhalte stehen durch die bundesweit einheitliche Verordnung fest und sind nicht individuell veränderbar.
Die Fortbildung stellt einen Weiterbildungsberuf dar, welcher in Teilzeit mindestens 640 Unterrichtsstunden in Anspruch nimmt. In diesem Zeitraum wird Unterricht zu den vier Hauptbereichen erteilt, wovon jeder Bereich mit einer eigenen Prüfung (schriftlich, mündlich und praktisch) abgeschlossen werden muss:
1. Grundlagen des Naturschutzes und der Landschaftspflege (beispielhaft):
  - Bedeutung, Ziele und Aufgaben des Naturschutzes und der Landschaftspflege
  - Pflanzen- und Tierarten und ihre Lebensräume
  - Arten und Biotope kartieren
  - Landschaftsnutzung, Umweltbelastungen, Auswirkungen auf den Naturhaushalt
  - Funktionen und Zusammenhänge im Naturhaushalt als Lebensgrundlage
2. Informationstätigkeit und Besucherbetreuung (beispielhaft):
  - Umweltbildung, Informations- und Öffentlichkeitsarbeit, Lösung von Konfliktsituationen
  - Information über Schutz- und Pflegemaßnahmen
  - Veranstaltungen planen, vorbereiten und durchführen, dabei auf Sicherheit der Besucher achten
3. Maßnahmen des Naturschutzes und der Landschaftspflege (beispielhaft):
  - Saat- und Pflanzgut gewinnen, Saat- und Pflanzarbeiten, Gehölzschnitt
  - Lebensräume in der freien Landschaft erhalten und verbessern, Artenschutz
  - Maschinen und Geräte einsetzen und warten
  - einfache Schutz- und Erholungseinrichtungen sowie Informationseinrichtungen errichten und unterhalten
4. Wirtschaft, Recht und Soziales (beispielhaft):
  - Organisation und Zusammenarbeit im Bereich Naturschutz und Landschaftspflege; Förderprogramme
  - Rechtsgrundlagen für Naturschutz und Landschaftspflege; Umgang mit Straftatbeständen und Ordnungswidrigkeiten im Bereich Naturschutz
  - Leistungsbeschreibung für Arbeiten in der Landschaftspflege, Kalkulation, Ausschreibung, Vergabe, Abnahme und Abrechnung, insbesondere nach den geltenden Verdingungsordnungen
  - Grundsätze des Arbeits- und Sozialrechts
  - Grundsätze des Gewerbe- und Steuerrechts; Grundlagen des Vertragsrechts, insbesondere dessen Anwendung im Vertragsnaturschutz

## Zulassungsvoraussetzungen
Die Zulassung zur Prüfung ist über die bundesweit einheitliche Verordnung über die Prüfung zum anerkannten Abschluss Geprüfter Natur- und Landschaftspfleger/Geprüfte Natur- und Landschaftspflegerin geregelt und sieht zwei Möglichkeiten vor.
Primär baut die Fortbildung auf einer erfolgreich abgeschlossenen Ausbildung in einem Beruf der Bereiche Agrar-, Forst- und Wasserwirtschaft auf. Im Einzelnen handelt es sich dabei um die anerkannten Ausbildungsberufe Landwirt, Gärtner, Forstwirt, Revierjäger, Winzer, Fischwirt, Wasserbauer und Tierwirt der Fachrichtung Schäferei. Zusätzlich muss eine mindestens dreijährige Berufspraxis in einem der zuvor genannten Berufe nachgewiesen werden.
Darüber hinaus kann durch das jeweils zuständige Ministerium zur Prüfung auch zugelassen werden, wer durch Vorlage von Zeugnissen oder auf andere Weise glaubhaft macht, dass er Kenntnisse, Fertigkeiten und Erfahrungen erworben hat, die die Zulassung zur Prüfung rechtfertigen. Diese können beispielsweise durch jahrelange ehrenamtliche Naturschutztätigkeit, durch Berufspraxis in der Landschaftspflege oder als Natur- und Landschaftswacht erworben worden sein.